# جيمس ستراتون هولمز
جيمس ستراتون هولمز، هو شاعر ومترجم وعالم ترجمة هولندي أمريكي، ولد في 2 مايو 1924 في كولينز في الولايات المتحدة، وتوفي في 6 نوفمبر 1986 في أمستردام في هولندا. كان ينشر أعماله أحيانًا مستخدمًا اسمه الحقيقي جيمس إس هولمز، وفي أحيان أخرى يستخدم الأسماء القلمية جيم هولمز وجاكوب لولاند. وفي عام 1956، كان أول مترجم غير هولندي يحصل على جائزة مارتينوس نيجهوف المرموقة، وهي أهم جائزة تُمنح لمترجمي النصوص الإبداعية من أو إلى اللغة الهولندية.